# Ward Lock & Co
Ward Lock & Co a fost o editură din Marea Britanie care a început ca un parteneriat și s-a dezvoltat până când a fost în cele din urmă absorbită de concernul editorial Orion Publishing Group.

## Istoric
Ebenezer Ward și George Lock au fondat un concern editorial în 1854 care a devenit cunoscut sub numele de "Ward and Lock".  Având sediul inițial în Fleet Street, Londra, compania s-a dezvoltat și s-a mutat cu totul în 1878 în Salisbury Square, Londra.
Red guides, pentru care a devenit renumită, au fost achiziționate inițial la începutul anilor 1880, după ce compania a cumpărat lista de ghiduri turistice ale lui Shaw.
James Bowden a intrat în companie ca al treilea partener. În 1882 s-au deschis birouri la New York și în 1884 la Melbourne. La mijlocul anilor 1890, compania a deschis un birou la Toronto (Canada); totuși, acesta a fost închis în 1919.
Compania este încă în existență și marca sa este încă folosită de Orion Publishing Group.

## Nume comerciale
- Ward și Lock - 1852 - 1891
- Ward, Lock and Company Bowden - 1891 - 1893
- Ward Lock și Bowden Ltd. - 1893 - 1897
- Ward Lock & Co Ltd. - 1897 - prezent

Aventurile lui Alice în Țara Minunilor de Lewis Carroll a fost, de asemenea, publicată de Ward Lock & Co Ltd.

## Autori
- Mrs. Beeton
- Nigel Tranter: romanele de la începutul carierei (1937–1956) și westernuri (publicate sub pseudonimul Nye Tredgold, 1950–1958)
- Dornford Yates
- Thomas Hughes
- Leslie Charteris

## Titluri
Printre cărțile celebre publicate de Ward Lock se află următoarele:
- Portretul lui Dorian Gray
- The Fair Britain Series
- Mrs Beeton's Cookery Books
- Mrs Beeton's Household Management
- 6D Copyright Novels  Arhivat în 20 februarie 2012, la Wayback Machine.
- Gardening Books
- Wonder Books for Children
- Meet the Tiger (prima carte cu Sfântul)
- The Model-Making Series
- Tom Brown's School Days
- Pilgrim's Progress
- Windsor Magazine a fost publicat lunar din ianuarie 1895 până în septembrie 1939 (537 numere).